# Ватанабе Сьотей
Ватанабе Сьотей або Ватанабе Сейтей (яп. 渡辺省亭, わたなべ せいてい, 1851, Едо — 1918) — японський художник.

## Життєпис

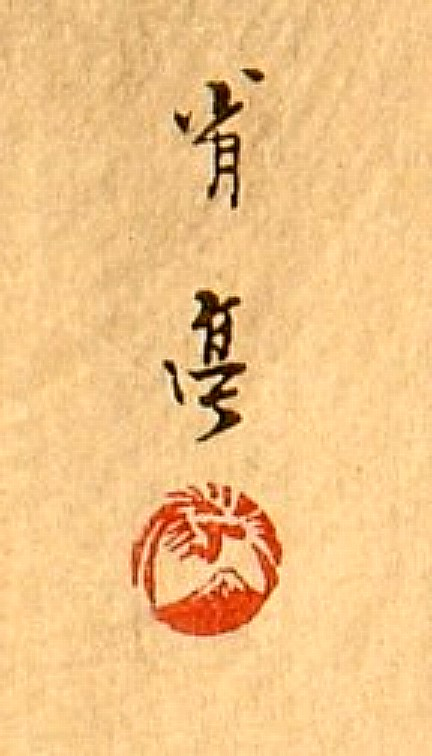
Червона печатка художника із зображенням лелеки та гори Фудзі.

Народився в Едо. Оригінальне ім'я Yoshikawa Yoshimata ( Йосікава Йосімата) . Був прийнятий родиною свого літературного друга, Ватанабе Косі, тому обрав псевдонім Ватанабе Сьотей. шістнадцяти років працював в майстерні художника Кікуті Йосай (1788-1878), потім перейшов до майстра лакового живопису Сібаті Чесіна (1807-1891).
1878 року він покинув Японію і створив подорож до Сполучених Штатів , а потім до Європи. Протягом трьох років перебував у Парижі, де став першим художником жанру ніхонга, котрий безпосередньо вивчав здобутки та технології західноєвропейського живопису. Відомо, що подорожі до Західної Європи були пов'язані з перепонами для японських подорожніх і мандрівників. Тим не менше Ватанабе Сьотей створив цю мандрівку, працював в Європі і мав успіх як художник. Частка його творів цього періоду перейшла в низку приватних колекцій як в самій Європі, так і в Сполучених Штатах. 
Повернувся в Японію, де працював художником у традиційних жанрах. Він — автор дизайнерських проектів для створення керамічних виробів та японських виробів перетинкової емалі. Його ескізи втілював в реальність художник-емальєр Намікава Сосуке(Namikawa Sosuke (1847-1910). Твори обох майстрів отримали визнання і за кордонами Японії. Користувались популярністю і альбоми гравюр Ватанабе Сьотея в жанрі «птахи і квіти». Серед жанрів, до яких звертався художник - і пейзаж. Окрім творчості, Ватанабе Сьотей сприяв видавництву журналу  Bijutsu Sekai (Світ мистецтва), перше число котрого вийшло з друку 1890 року у видавця  Вада Токутаро. Ілюстрації до цього журналу робили також Йошитоши Кіосай та десять інших майстрів.
Його твори мали попит як в Японії, так і за її межами, мали вплив на новітню генерацію японських художників жанру ніхонга, серед яких Кабурагі Кійоката (Kaburagi Kiyokata 1878-1973)  та Міцуно Тошиката (Mizuno Toshikata 1866-1908).

## Галерея

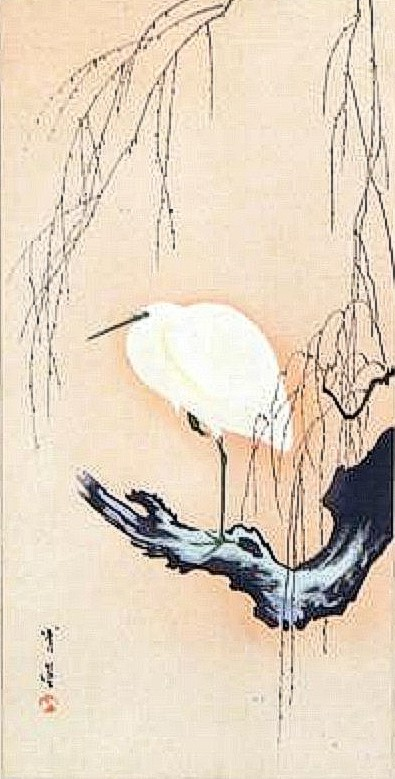
«Біла чапля і верба»

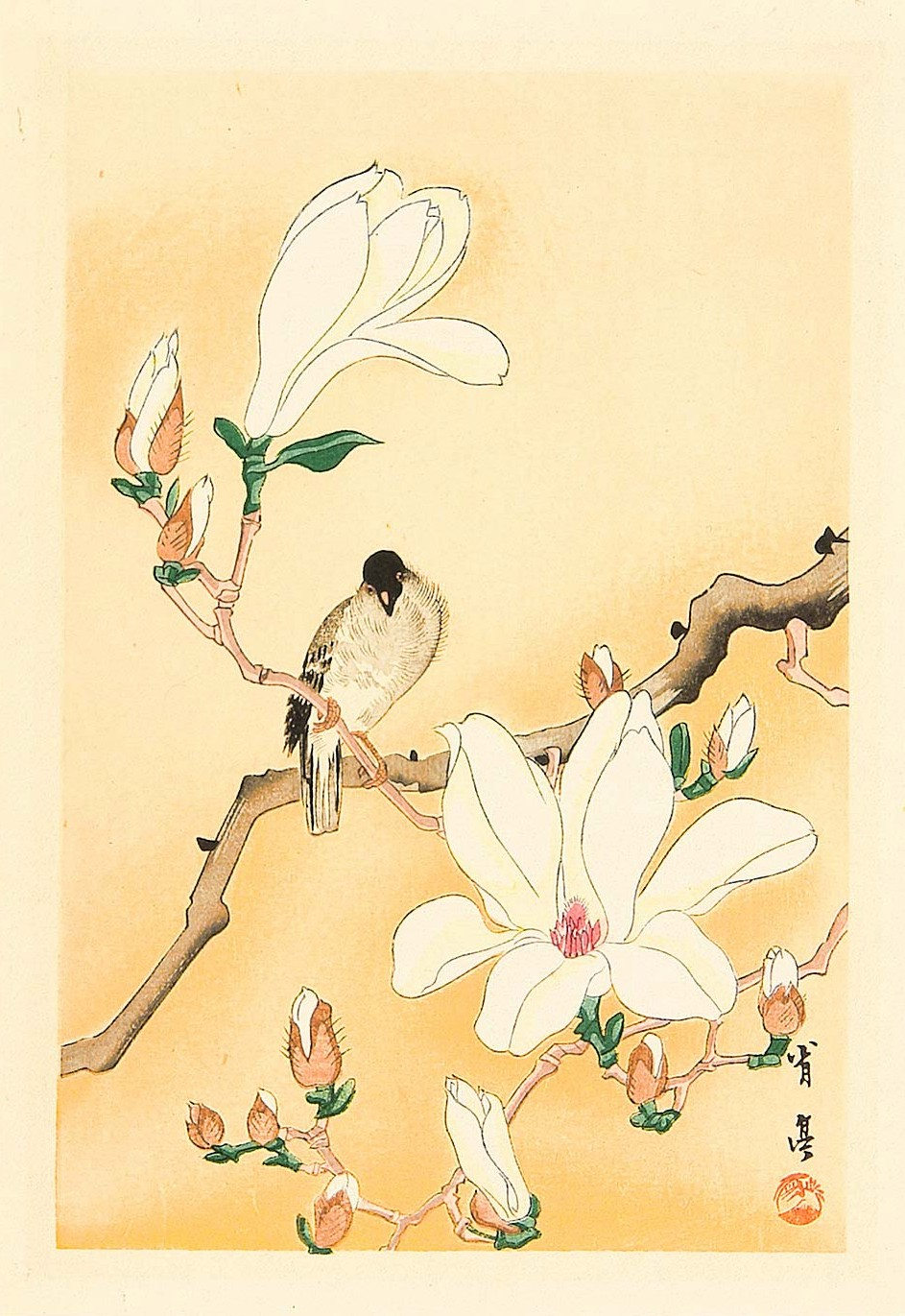
«Магнолія Суланжа»
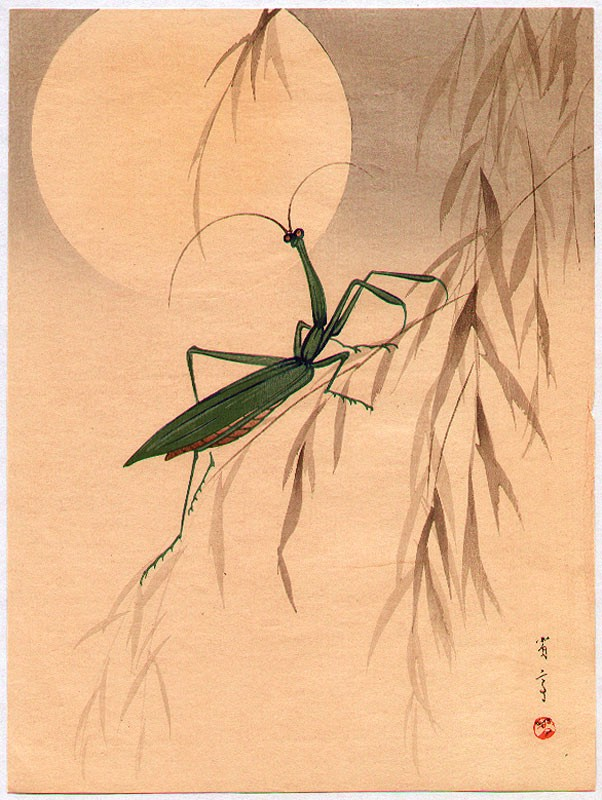
«Повний місяць, верба і богомол »
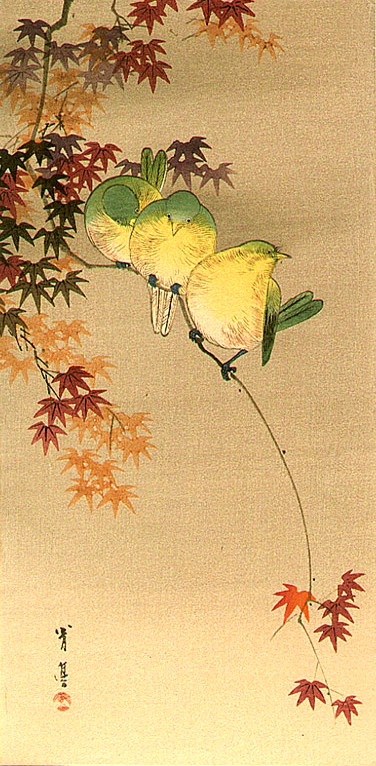
«Птахи і японський клен »
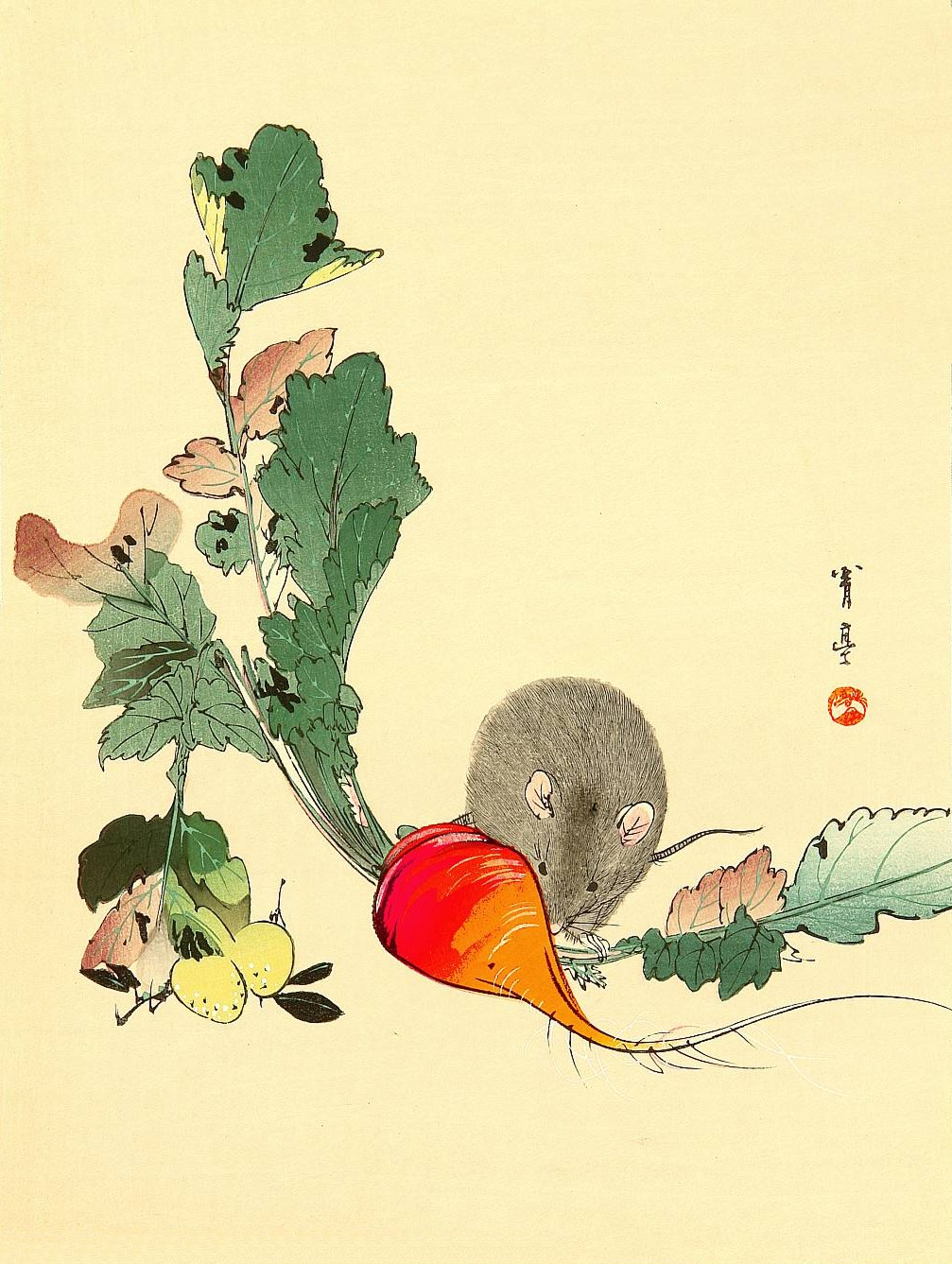
«Миша і редиска »
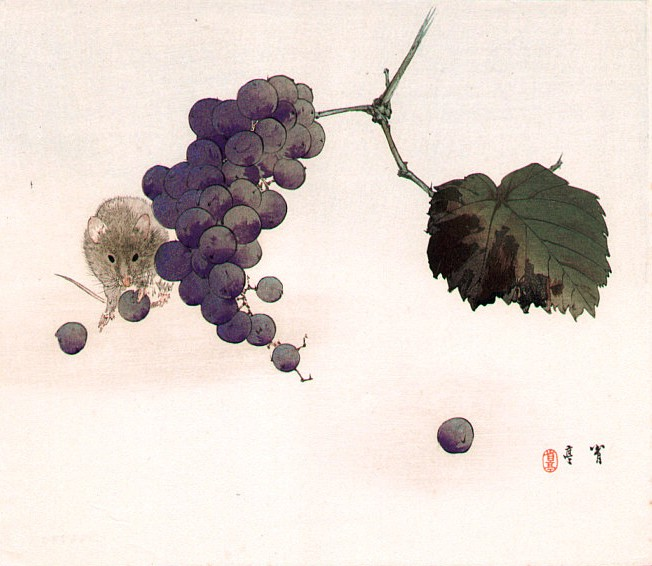
«Миша і виноград »
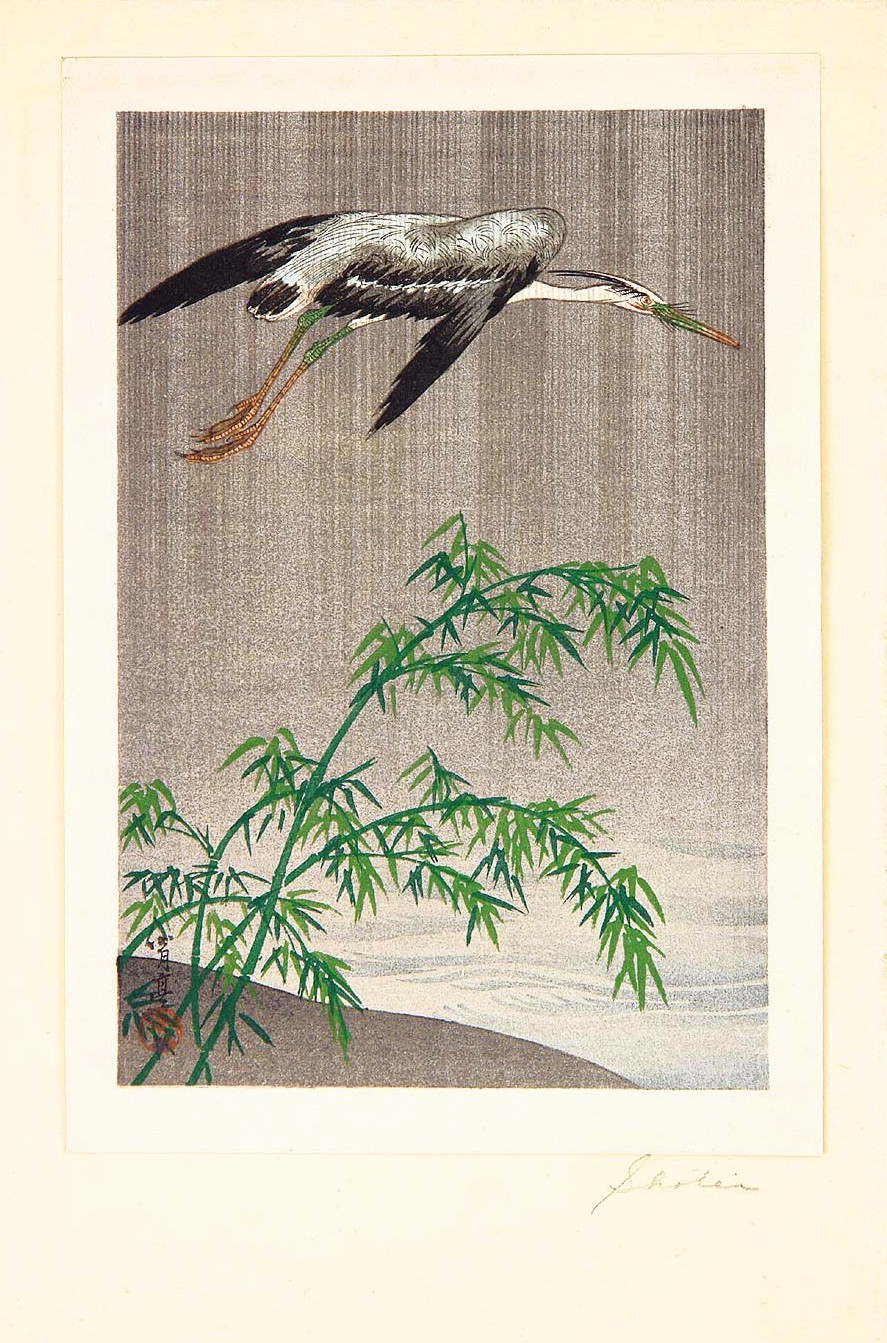
«Чапля і бамбук »
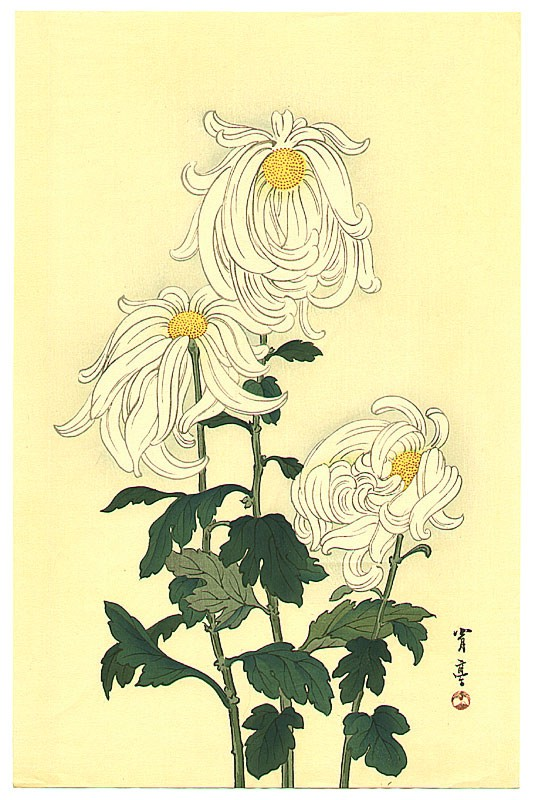
«Білі хризантеми »
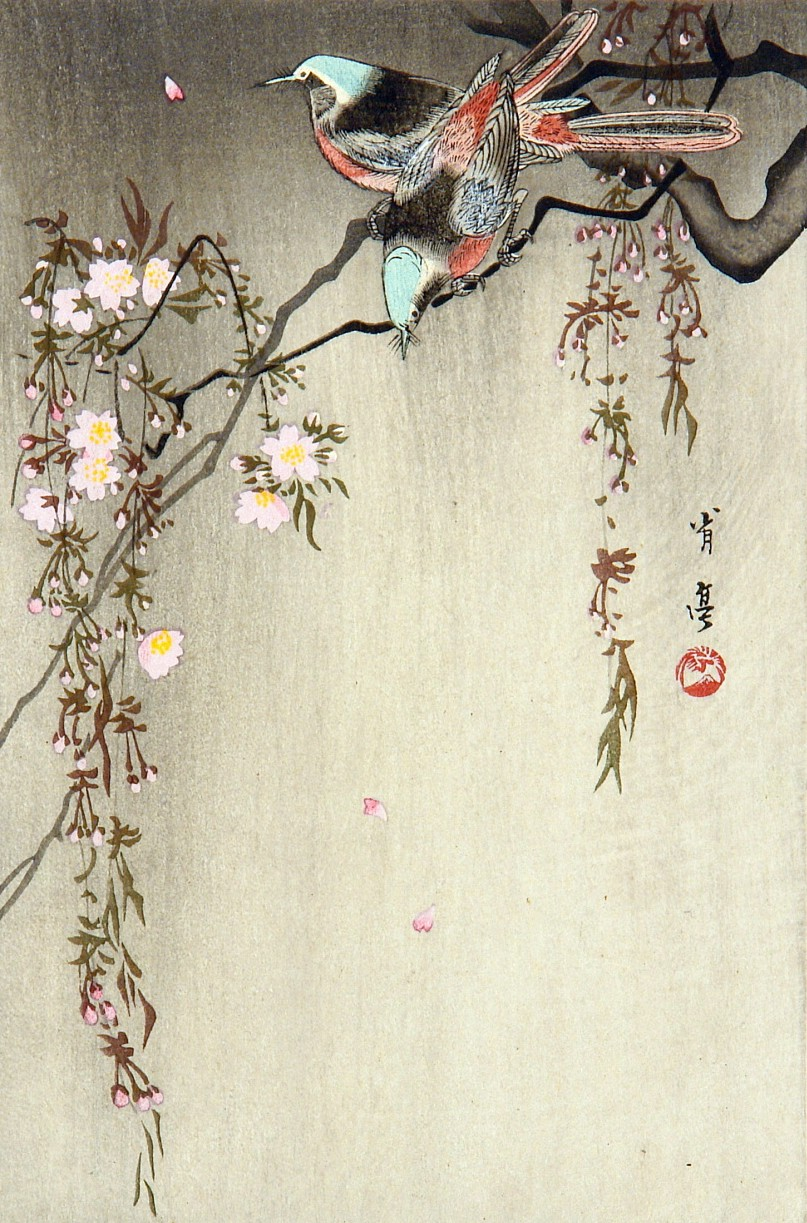
«Птахи і гілка сакури »

## Джерела

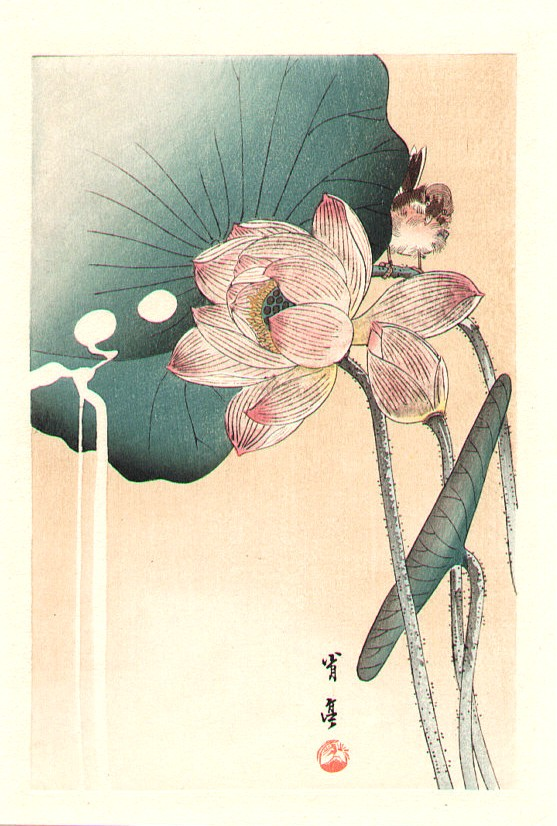
Аркуш з альбому
Ватанабе Сьотея.